# Brogueira, Parceiros de Igreja e Alcorochel
Brogueira, Parceiros de Igreja e Alcorochel (oficialmente: União das Freguesias de Brogueira, Parceiros de Igreja e Alcorochel) é uma freguesia portuguesa do município de Torres Novas, com 42,07 km² de área e 2602 habitantes (censo de 2021). A sua densidade populacional é 61,8 hab./km².

## História
Foi criada aquando da reorganização administrativa de 2012/2013, resultando da agregação das antigas freguesias de Brogueira, Parceiros de Igreja e Alcorochel:

## Demografia
A população registada nos censos foi:
| Distribuição da População por Grupos Etários | Distribuição da População por Grupos Etários | Distribuição da População por Grupos Etários | Distribuição da População por Grupos Etários | Distribuição da População por Grupos Etários | Distribuição da População por Grupos Etários |
| -------------------------------------------- | -------------------------------------------- | -------------------------------------------- | -------------------------------------------- | -------------------------------------------- | -------------------------------------------- |
| Antes da agregação                           |                                              |                                              |                                              |                                              |                                              |
| Ano                                          | 0-14 anos                                    | 15-24 anos                                   | 25-64 anos                                   | >= 65 anos                                   | Total                                        |
| 2001                                         | 367                                          | 351                                          | 1393                                         | 819                                          | 2930                                         |
| 2011                                         | 324                                          | 257                                          | 1434                                         | 814                                          | 2829                                         |
| Após a agregação                             |                                              |                                              |                                              |                                              |                                              |
| Ano                                          | 0-14 anos                                    | 15-24 anos                                   | 25-64 anos                                   | >= 65 anos                                   | Total                                        |
| 2021                                         | 296                                          | 217                                          | 1261                                         | 828                                          | 2602                                         |